# رقیه بصری
رقیه بصری (۱۳۲۵- ۱۴۰۶) (نسب: رقیه بنت یحیی بن عبدالسلام بصری) بانوی محدث عراقی بود در  سدهٔ هشتم هجری بود. از شمس‌الدین ذهبی، ابن سید الناس و دیگران بزرگان روزگارش اجازهٔ نقل روایت گرفت. بسیار به علم حدیث پرداخت و پیشوایان علم حدیث معاصرش از او سماع حدیث داشته‌اند. در ۸۰۹ق درگذشت و در قبرستان بقیع دفن شد. سخاوی در الضوء اللامع و ذهبی در ذیول تذکرة الحفاظ دربارهٔ او نوشته‌اند.